# Рени (певица)
Вижте пояснителната страница за други личности с името Рени.
Рени Александрова Гайтанджиева, по-известна само като Рени, е българска попфолк и фолклорна певица.
В дискографията си има 7 албума на български и една двойна компилация. Получава номинации за певица и песен на десетилетието. Песента ѝ „Влюбих се опасно“ става песен номер 1 за 2001 г. в годишната класация на сп. „Нов фолк“. Освен нея нейни визитни картички са хитовете „Като птица съм свободна“, „Плакала съм нощем дълго“, „Искам те“ и дуета с Орлин Горанов „И за теб ли е така“. Издава и 3 албума на сръбски, продуцирани от компанията на Лепа Брена – „Гранд Прадакшън“. През 2003 г. участва в сръбския филм „Ивкова слава“, и става първата българка, участваща в международен филмов проект. Има 3 концерта в Зала 1 на НДК, съответно през 2000, 2001 и 2008 г. Обявен е и четвърти концерт през 2025 г. с участието на гост-изпълнители от България и Сърбия.

## Биография
През декември 2021 година пуска песента „Музика свири“, а „Празник“ става фолклорна песен на 2021 г.

## Дискография

### Студийни албуми

#### Албуми на български
- Искам те (1998)
- Като птица (1999)
- Влюбих се опасно (2001)
- Какво е обич (2003)
- Искай ме (2004)
- Виж ме (2007)
- Нека няма край (2012)

#### Албуми на сръбски
- Reni 1999 (1999)
- Reni 2001 (2001)
- Reni 2003 (2003)
- Опа, опа (2008)

### Компилации
- The Best (2004)

## Награди
| Година | Получател      | Награда                                                                                              |
| ------ | -------------- | --- |
| 1999   | Рени           | Награда от списание „Нов фолк“ за успехи зад граница                                                 |
| 1999   | Рени           | Награда от „Дима стил“ за певица с най-красива коса                                                  |
| 1999   | Рени           | Награда за Най-проспериращ изпълнител на Grand Production – Сърбия                                   |
| 2001   | Рени           | Награда от списание „Нов фолк“ за успехи зад граница                                                 |
| 2002   | Рени           | Награда от списание „Нов фолк“ за успехи зад граница                                                 |
| 2002   | „Мерцедес“     | Награда за песента „Мерцедес“ от Музикалната академия в Сърбия                                       |
| 2003   | Рени           | Награда от списание „Нов фолк“ за успехи зад граница                                                 |
| 2003   | „Папагал“      | Дуетна песен на годината в Хърватска за песента „Papagaj“                                            |
| 2006   | „Моя Българио“ | Първа награда на публиката за песента „Моя Българио“ от фестивала „Пирин фолк Сандански“ '06         |
| 2006   | „Моя Българио“ | Втора награда на журито в конкурса за песента „Моя Българио“ от фестивала „Пирин фолк Сандански“ '06 |
| 2006   | „Моя Българио“ | Награда на община Сандански за изпълнител от фестивала „Пирин фолк Сандански“ '06                    |
| 2008   | Рени           | Награда за „Приятел на УНИЦЕФ“ от УНИЦЕФ                                                             |
| 2010   | Рени           | Наградата за популяризиране на българската музика посланик на конкурса „Лице на България“            |
| 2018   | „Като птица“   | Награда за „Най-страстна песен“ от XI Eleven Retro Folk Awards                                       |
| 2025   | Рени           | Награда за цялостен принос в попфолк музиката                                                        |